# Lapalux

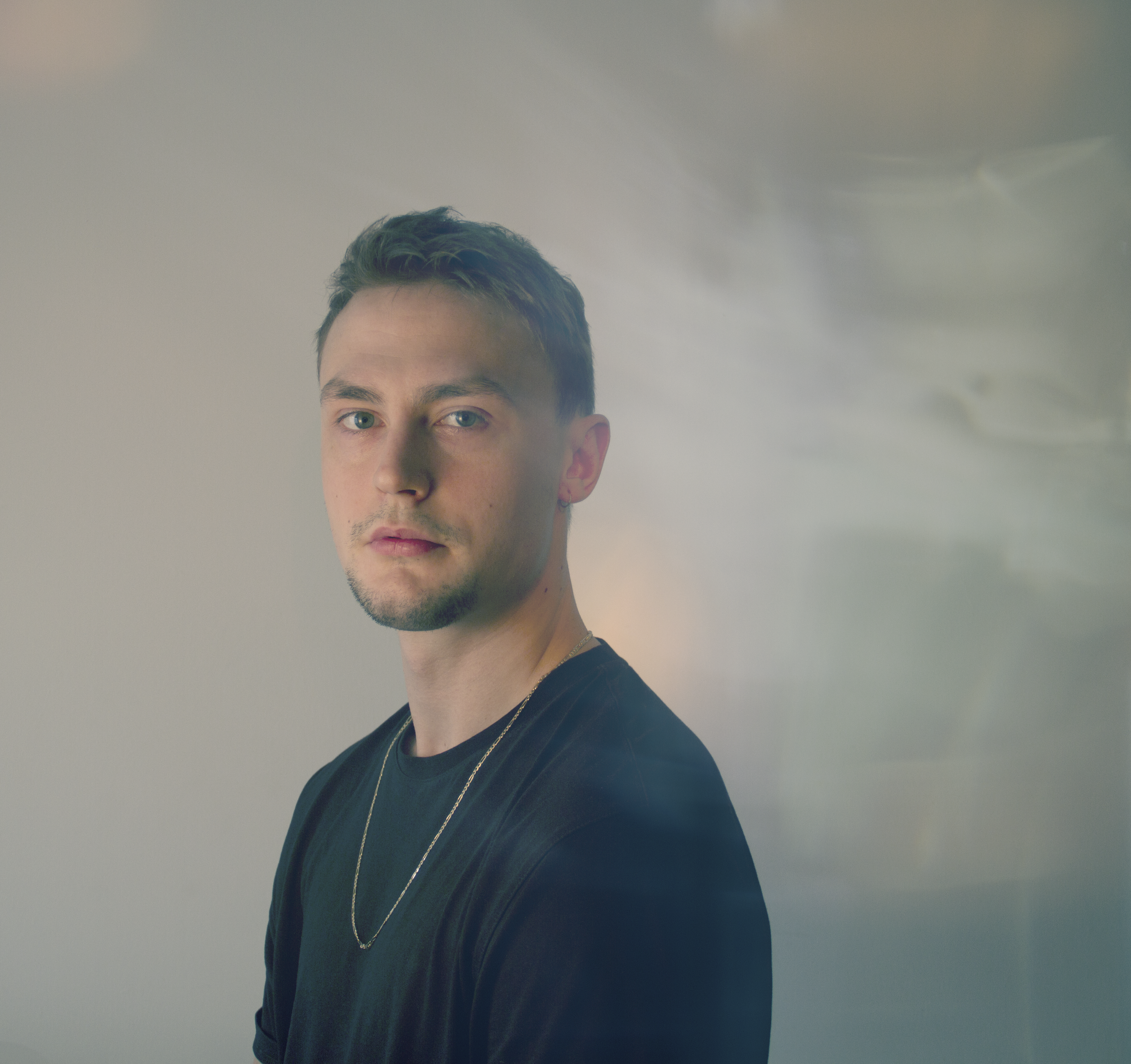
Lapalux 2014

Lapalux (bürgerlich Stuart Howard) ist ein britischer Produzent elektronischer Musik. Der in Essex ansässige Musiker veröffentlichte sein Debütalbum Nostalchic im Jahr 2013. Sein Werk wird der IDM und der experimentellen elektronischen Musik zugerechnet.

## Leben und Karriere
Stuart Howard spielte nach eigenen Angaben in jungen Jahren zunächst E-Gitarre und Geige, ohne dabei aber besonders ernsthaft vorzugehen. Seine ersten Gehversuche mit elektronischer Musik unternahm er auf der PlayStation. Als Einflüsse nennt er IDM und Old-School-Hip-Hop, dabei insbesondere Aphex Twin und Souls of Mischief.
Unter dem Künstlernamen Lapalux (kurz für „Lap of Luxury“) begann Howard im Jahr 2008 damit, eigene Musik zu veröffentlichen. Nach dem Erscheinen seiner EP Many Faces Out of Focus im Jahr 2011 wurde er von Flying Lotus für sein Label Brainfeeder unter Vertrag genommen. Dort erschien nach zwei weiteren EPs auch sein erstes Album Nostalchic, auf dem unter anderem Jenna Andrews und Kerry Leatham als Gastsänger erscheinen.
Nostalchic wurde von der Kritik insgesamt positiv aufgenommen. Für die BBC lobte Louis Pattison Lapalux’ Umgang mit Elementen des Contemporary R&B und Gesangsstimmen. Er beschrieb die Musik als unbekümmert und psychedelisch mit einem Fokus auf atmosphärische Elemente und verglich ihren Ansatz mit dem von Squarepusher und The Weeknd, bemängelte aber einen Hang zum Mäandern. Im Magazin Pitchfork vergab Jonah Bromwich 7,4 von zehn Punkten und beschrieb Lapalux als einen der zugänglicheren Produzenten des Brainfeeder-Labels mit einem Hang zu Pop und Soul. Die Musik auf Nostalchic bewegte sich nach seiner Beschreibung auf einem Grat zwischen Chaos und Stabilität und zeichnete sich durch einen gekonnten Umgang mit Sampling aus. Als negativen Punkt benannte Bromwich eine Tendenz einiger Stücke, zu chaotisch zu werden.
2015 veröffentlichte Lapalux sein zweites Album Lustmore. Das Magazin Juice beschrieb das Werk als „Sound-Gemälde im Großformat“ und bescheinigte Lapalux eine „stimmige Sound-Palette“ wie nur wenigen anderen zeitgenössischen Avantgardisten. Weniger positiv fiel die Rezension von Marcus J. Moore aus, der in Pitchfork nur 5,9 von zehn Punkten vergab. Moore beschrieb die Kompositionen als direkter als die auf dem Vorgängeralbum, kritisierte aber einen Mangel an Kohärenz und eine Überambitioniertheit des Produzenten.

## Diskografie

### Alben
- Nostalchic (2013)
- Lustmore (2015)
- Ruinism (2017)
- Amnioverse (2019)

### EPs
- Forest (2008)
- Many Faces Out of Focus (2011)
- When You're Gone (2012)
- Some Other Time (2012)

## Belege
1. 1 2  Biografie von Jason Lymangrover auf Allmusic, gesehen am 21. November 2015
2. ↑  Errol Anderson: Touching Bass: Lapalux (Memento vom 12. Juni 2015 im Internet Archive), independent.co.uk am 14. Oktober 2011, gesehen am 11. Januar 2023
3. ↑  Louis Pattison:  Lapalux Nostalchic Review, BBC online, gesehen am 21. November 2015
4. ↑  Jonah Bromwich auf pitchfork.com, 28. März 2013, gesehen am 21. November 2015
5. ↑  juice.de am 10. April 2015, gesehen am 21. November 2015
6. ↑  Marcus J. Moore auf pitchfork.com, 6. April 2015, gesehen am 21. November 2015

| Personendaten    | Personendaten                             |
| ---------------- | ----------------------------------------- |
| NAME             | Lapalux                                   |
| ALTERNATIVNAMEN  | Howard, Stuart (wirklicher Name)          |
| KURZBESCHREIBUNG | britischer Produzent elektronischer Musik |
| GEBURTSDATUM     | 20. Jahrhundert                           |